# Sergio Di Zio
Sergio Di Zio (Toronto, 20 september 1972) is een Canadese acteur.
Sergio Di Zio is vooral bekend van de serie Flashpoint. Hij speelt er de rol van bomexpert en sluipschutter Michelangelo "Spike" Scarlatti.

## Films
| Jaar | Filmnaam                                 | Rol                   |
| ---- | ---------------------------------------- | --------------------- |
| 2008 | Flash of Genius                          | Louis                 |
| 2007 | Just Buried                              | Jackie Whynacht       |
| 2007 | Custody                                  | Eugene                |
| 2007 | The Lookout                              | Deputy Ted            |
| 2007 | The Message                              | David                 |
| 2006 | Wedding Wars                             | Ed Myerson            |
| 2005 | Cinderella Man                           | Young Reporter        |
| 2004 | Plasticity                               | Mike Castella         |
| 2004 | Love Rules!                              | Kevin                 |
| 2003 | Luck                                     | Vittorio              |
| 2003 | Eloise at Christmastime                  | Lou the Bellhop       |
| 2003 | Eloise at the plaza                      | Lou the Bellhop       |
| 2001 | Rough Air: Danger on Flight 534 (tvfilm) | Steve Johnson         |
| 1999 | Boondock Saints                          | Oly                   |
| 1997 | Major Crime (tvfilm)                     | Young Italian Officer |
| 1995 | Senior Trip                              | Steve Nisser          |

## Series
| Jaartal | Serienaam                          | Rol                            | Episodes |
| ------- | ---------------------------------- | ------------------------------ | -------- |
| 2010    | Republic Of Doyle (televisieserie) | Mysery Nevil                   | 1        |
| 2010    | Murdoch Mysteries (televisieserie) | Leonard Winters                | 1        |
| 2008    | Flashpoint                         | Michelangelo 'Spike' Scarlatti | 75       |
| 2009    | Stoked                             | Voice                          | 11       |
| 2007    | Wayside                            | Voice                          | 1        |
| 2006    | Northern Town                      | Hendy                          | 1        |
| 2006    | Covert One: The Hades Factor       | Peter Garner                   | 1        |
| 2004    | This Is Wonderland                 | Marcus Weekes                  | 1        |
| 2003    | DOC                                | Jason                          | 1        |
| 2003    | Wild Card                          | Jerry                          | 1        |
| 2003    | The In-laws                        | Lecture room subject           | 1        |
| 2002    | 19 Months                          | Steve                          | 1        |
| 2002    | RFK                                | Adam Walinsky                  | 1        |
| 2002    | Widows                             | Miles Samson                   | 1        |
| 2000    | Twitch City                        | Jim                            | 1        |
| 2000    | A Taste of Shakespeare             | Demetrius                      | 1        |
| 1999    | Rembrandt: Fathers & Sons          | Gerard                         | 1        |
| 1999    | The Passion of Ayn Rand            | Student                        | 1        |
| 1999    | Freak City                         | Leo Berman                     | 1        |
| 1999    | The Wishing Tree                   | Attorney                       | 1        |
| 1998    | The Wall                           | Olivern                        | 1        |